# Avilla (Indiana)
Pour les articles homonymes, voir Avilla.
La ville d’Avilla est située dans le comté de Noble, dans l’État de l’Indiana, aux États-Unis. Sa population s’élevait à 2 401 habitants lors du recensement de 2010, estimée à 2 411 habitants en 2016.

## Démographie
| Groupe            | Avilla | Indiana | États-Unis |
| ----------------- | ------ | ------- | ---------- |
| Blancs            | 98,3   | 84,3    | 72,4       |
| Afro-Américains   | 0,7    | 9,1     | 12,6       |
| Métis             | 0,6    | 2,0     | 2,9        |
| Asiatiques        | 0,2    | 1,6     | 4,8        |
| Autres            | 0,2    | 3,0     | 7,3        |
| Total             | 100    | 100     | 100        |
|                   |        |         |            |
| Latino-Américains | 1,5    | 6,0     | 16,7       |

Selon l'American Community Survey, pour la période 2011-2015, 97,22 % de la population âgée de plus de 5 ans déclare parler anglais à la maison, alors que 1,17 % déclare parler l'espagnol, 0,54 % le coréen et 1,07 % une autre langue.